# Igreja paroquial de Nossa Senhora de Częstochowa (Lubin)

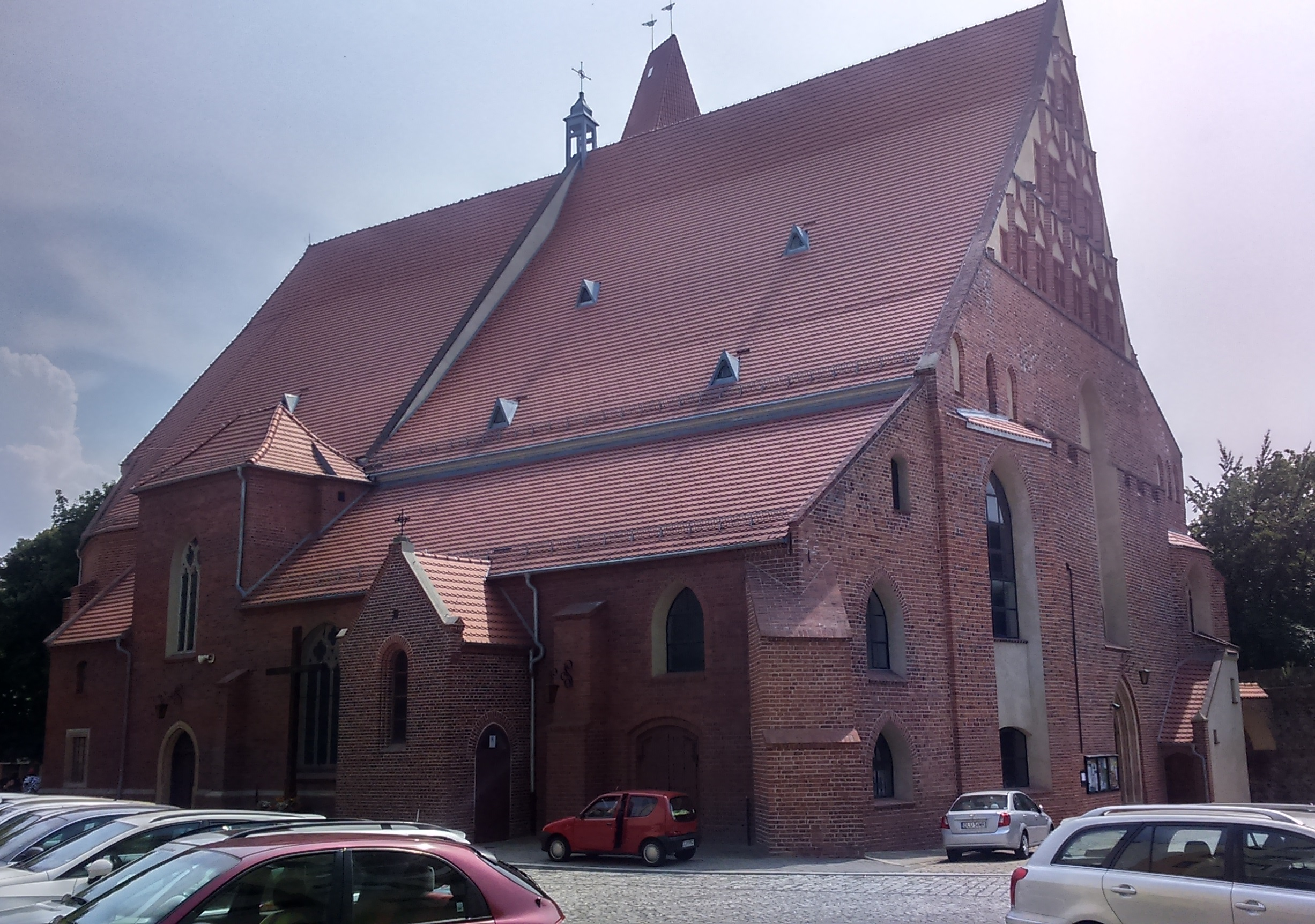
A igreja de Nossa Senhora de Częstochowa

A Igreja paroquial de Nossa Senhora de Częstochowa é um templo católico gótico situado na rua Kołłątaja em Lubin, na Polônia.

## Arquitetura

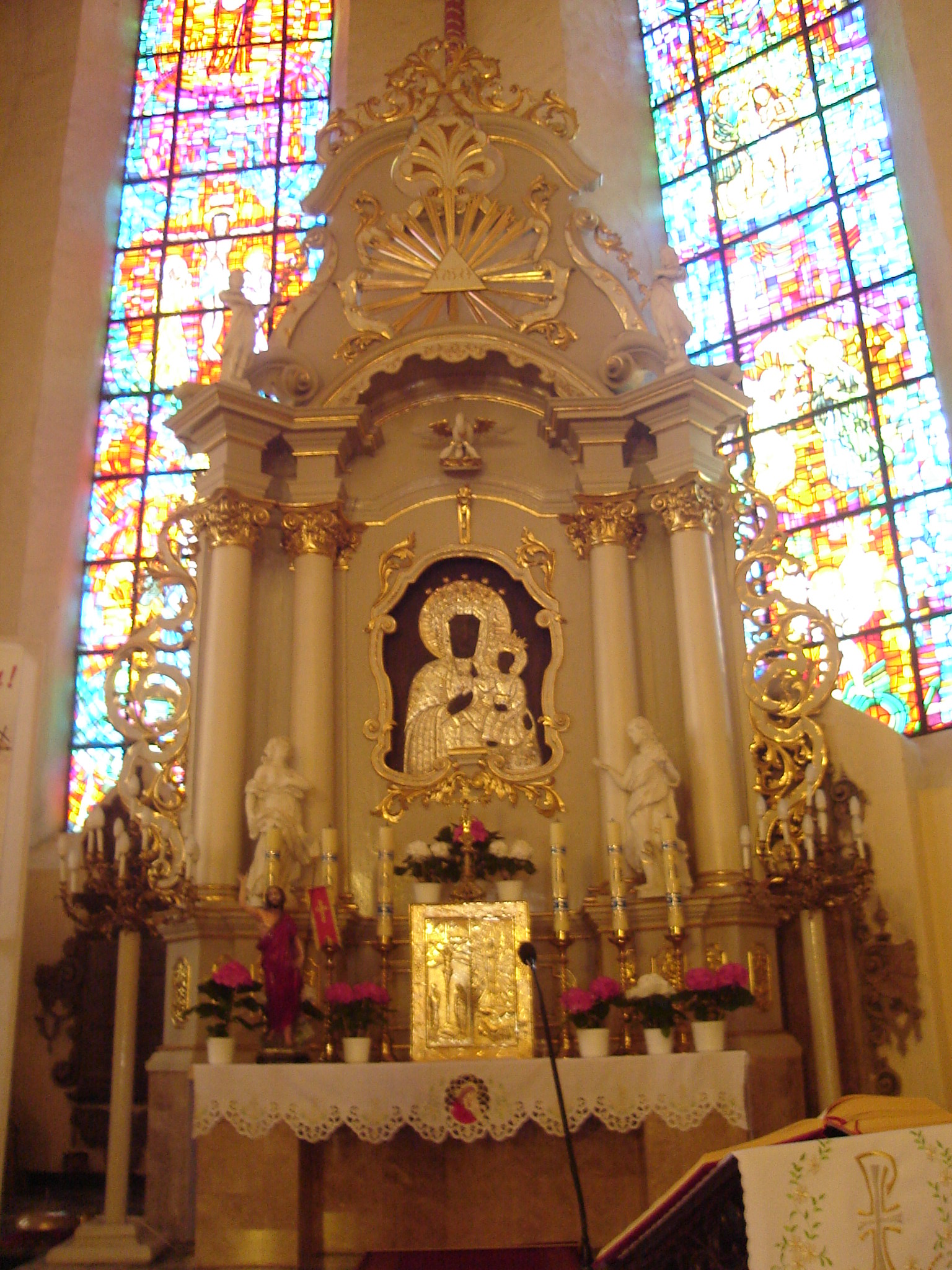
Altar principal

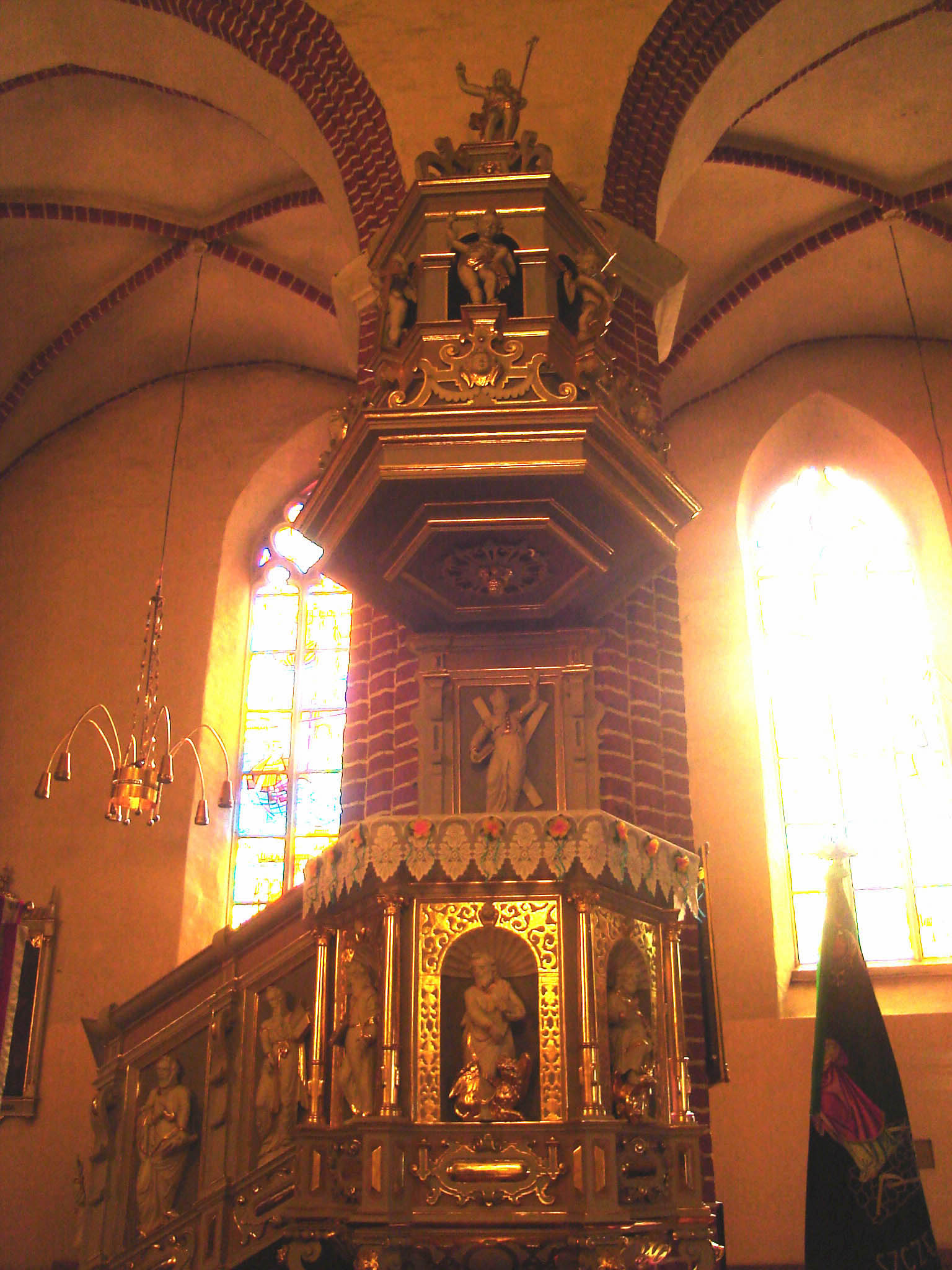
Púlpito

O templo, cuja construção foi interrompida por guerras, perdurou desde a segunda metade do século XIV até o início do século XVI. Trata-se de uma igreja de tijolos (característica da arquitetura polonesa) com estilo gótico. No seu interior, destacam-se diversas abóbadas, como a estelar no corredor principal, a de cruzaria de ogivas no presbitério e nas alas laterais, e a de rede na capela norte.

## Ornamentos

### Altar
O altar de Nossa Senhora de Częstochowa, datado do século XVIII e elaborado no estilo barroco, foi transferido da igreja em Legnickie Pole após a Segunda Guerra Mundial. No altar da igreja, sobre o sacrário e cercada por ornamentos florais dourados, encontra-se a obra de Nossa Senhora de Częstochowa. Duas figuras femininas estão voltadas para ela, cada uma posicionada entre duas colunas. A primeira figura expressa admiração, com uma das mãos tocando o peito e a cabeça erguida. A segunda figura está em posição de oração, com as mãos erguidas para cima. Acima da obra, há uma pequena escultura de um pelicano alimentando seus filhotes com seu próprio sangue, simbolizando a Eucaristia. Sobre isso, está uma representação simbólica da Santíssima Trindade - um triângulo rodeado por raios, com o nome de Deus inscrito.

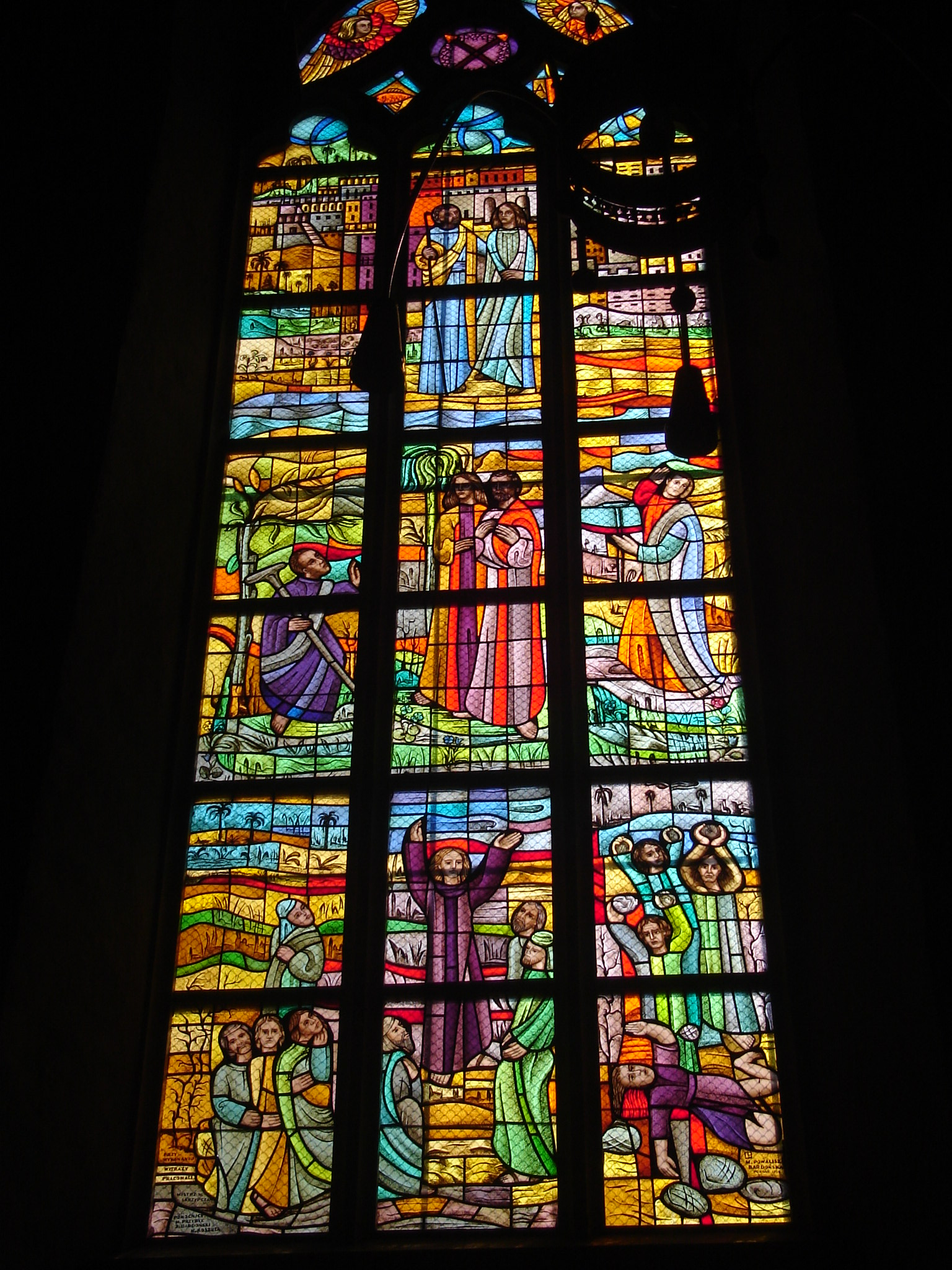
Um dos vitrais na nave lateral

Dois outros altares, originalmente localizados no templo de Lubin, agora estão em Wrocław. O políptico do final do período gótico, representando a Dormição de Maria e datado de 1522, foi transferido para a arqui catedral de São João Batista, que sofreu graves danos em 1945 durante o cerco de Wrocław. Este altar está localizado no altar principal e foi criado pelo renomado Mestre de Altares de Lubin. O tríptico de Severino de Nórcia, também de 1523, encontra-se no Museu Nacional em Wrocław.

### Sacrário
O sacrário é feito de pedra e fica no lado esquerdo do altar. Nele foi posto o Santo Sacramento. É considerado o monumento mais valioso neste templo.

### Púlpito
O púlpito é do final do Renascimento, datado de 1623, adornado com figuras de Apóstolos, Santos e Evangelistas, os quais são adicionalmente cercados por ornamentos florais dourados. Também são apresentadas figuras em baixo-relevo de anjos, juntamente com esculturas de Cristo, cuja mão direita está erguida para cima, enquanto a esquerda segura a cruz.

### Cadeiral
Além dos bancos tradicionais destinados aos fiéis, encontram-se os cadeirais, originalmente designados para o clero, mas atualmente utilizados por irmãos leigos. Estes cadeirais estão decorados com pequenas imagens que mostram passagens do tempo. É possível observar em um dos vitrais a representação de um leão sobre uma torre, além de duas serpentes ou duas pás cruzadas.

### Vitrais
No presbitério da igreja, há cinco vitrais. No primeiro, encontra-se o príncipe Vladislav e o padre Kordecki, cujo olhar está fixado na imagem de Nossa Senhora de Częstochowa durante a defesa de Jasna Góra. No segundo, é retratada a coroação de Nossa Senhora, a Adoração dos Magos e Santa Ana com Nossa Senhora. No terceiro, vemos a Queda, Deus com anjos e outras criaturas divinas. No quarto, são apresentados eventos como o Natal e a Morte de Cristo, entre outros. No quinto, temos a descida do Espírito Santo, o Batismo de Jesus, a Anunciação e São Miguel Arcanjo.
Na ala sul, à direita, encontram-se três vitrais. No primeiro, são representados eventos evangélicos, como a vocação dos apóstolos, a pesca maravilhosa de peixes e a multiplicação do pão. No segundo, encontram-se eventos narrados nos Atos dos Apóstolos, como a cura do homem coxo por Pedro e João, o discurso de Santo Estêvão e seu martírio. No terceiro, vemos a conversão de Paulo, seu batismo e a transmissão do Espírito Santo por meio das mãos.
Na ala norte, à esquerda, onde está localizada a capela de Santa Bárbara, padroeira dos mineiros, encontra-se um vitral que retrata, entre outros, a mencionada Santa e seu martírio, assim como o brasão da cidade mineira de Lubin.

### Outros
No templo também é possível encontrar lápides com epitáfios e crucifixos.